# Bryobeckettia
Bryobeckettia là một chi rêu trong họ Funariaceae.